# ادعا (فیلم)
ادعا (به هندی: Daava)فیلمی محصول سال ۱۹۹۷ و به کارگردانی سونیل آگنیهوتری است. در این فیلم بازیگرانی همچون آکشی کومار، نصیرالدین شاه، راوینا تاندون، آکشی آناند، تینو آناند، دیویا دوتا، راجندرا گوپتا ایفای نقش کرده‌اند.